# أليكسي كوتيشيفسكي
أليكسي كوتيشيفسكي (الروسية: Котишевский, Алексей Николаевич) مواليد 4 أبريل 1985 في بيشكك، الاتحاد السوفيتي، هو لاعب كرة سلة روسي. بدأ مسيرته الاحترافية في سنة 2002. يلعب في دوري السوبر الروسي لكرة السلة. يحمل الرقم 7.

## المسيرة الاحترافية
لعب مع نادي أفتودور ساراتوف لكرة السلة في موسم 2008–2009، ثم لعب مع نادي رادنيتشكي كراغوييفاتس لكرة السلة في موسم 2009–2010، ثم لعب مع ينسي كراسنويارسك في الدوري الروسي من سنة 2012 إلى 2014، ثم لعب مع نادي أفتودور ساراتوف لكرة السلة في سنة 2014.

## روابط خارجية
- أليكسي كوتيشيفسكي على موقع الدوري الأوروبي لكرة السلة (الإنجليزية)
- أليكسي كوتيشيفسكي على موقع كرة السلة الأوروبية.كوم (الإنجليزية)
- أليكسي كوتيشيفسكي على موقع DraftExpress.com (الإنجليزية)
- أليكسي كوتيشيفسكي على موقع ريلجم (الإنجليزية)
- أليكسي كوتيشيفسكي على موقع سبورتس رفرنس (الإنجليزية)